# Carré (signal)
Pour les articles homonymes, voir Carré (homonymie).

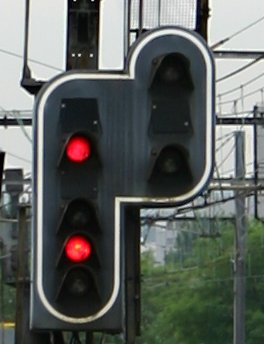
Feu de signalisation présentant le carré.

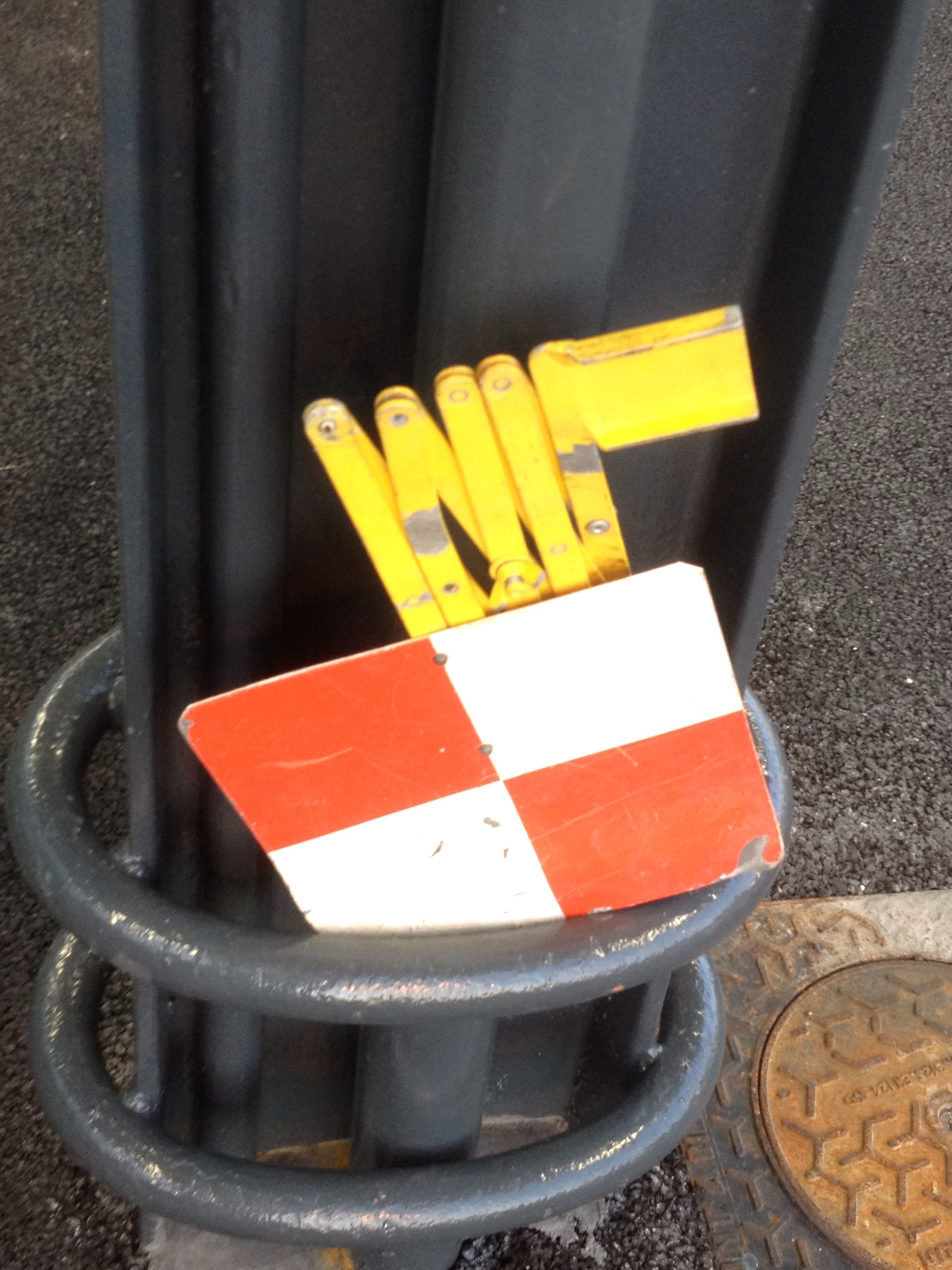
Un signal carré manuel, prêt à l'usage, à placer à quai en gare de Laon.

Le carré est un élément de la signalisation ferroviaire française. Il sert à imposer l'arrêt au train, afin de protéger un point particulier de la voie. Cela pouvant être pour le passage d'une circulation, pour protéger des travaux, un obstacle, une section de caténaire en travaux, une aiguille, etc.
Il existe des carrés commandés par les postes d'aiguillages et des carrés commandés par des automatismes (protection caténaire automatique, auto sas, espacement automatique.) 
De nombreux éléments de sécurité ferroviaire visent à arrêter automatiquement un train franchissant un carré, comme le contrôle de vitesse par balises (KVB).

## Définition
En signalisation lumineuse, le carré est présenté sous forme de deux feux rouges, alignés verticalement ou horizontalement.
En signalisation mécanique, il est présenté sous forme d'une cocarde (tableau) à damier rouge et blanc.

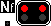

Le carré fermé commande l'arrêt et ne doit en aucun cas être franchi par un train de lui-même. C'est un signal de protection utilisé pour protéger des appareils de voie ou des parties de voie (aiguilles, traversées, zones de stationnement).
Il est précédé à une distance suffisante de freinage d'un avertissement.
Afin de différencier un sémaphore d'un carré dont l'un des feux serait éteint, on applique la règle suivante :
Je suis arrêté devant un panneau lumineux de forme non circulaire me présentant un feu rouge fixe.
Je consulte la plaque d'identification (blanche sur fond noir):
- Plaque «F» : je suis en présence d'un sémaphore, pas de plaque de cantonnement (sauf en présence d'une plaque « BM » ou « PR »), je suis en présence d'un sémaphore de BAL

- Plaque « Nf » : Le signal le plus impératif qui peut m'être présenté est un carré donc j'observe l'œilleton 
  - Œilleton éteint ou absent : je suis en présence d'un carré
  - Œilleton allumé : je suis en présence d'un sémaphore, pas de plaque de cantonnement (sauf en présence d'une plaque « BM » ou « PR »), je suis en présence d'un sémaphore de BAL.

Sur les voies de service (triage, dépôt par exemple), le carré est remplacé par un carré violet.

## Histoire
Le carré a été créé parallèlement à l'augmentation de la vitesse des trains et la multiplication des aiguillages.
Il est à l'origine mécanique, et il est différent d'une compagnie à l'autre. Rapidement une unification de la forme a lieu pour des raisons de rapidité de compréhension du danger. Le carré protège donc souvent une aiguille, évitant ainsi un accident lié au trafic. Il peut aussi protéger une zone de changement de tension électrique ou une zone de "baissez-panto", une zone de "filet" (qui détecte la chute de rochers), un passage à niveau ... Il peut aussi protéger d'autres ouvrages plus rares : pont tournant, voie spéciale, tunnel commun train-route, etc.

## Franchissement du signal
Le conducteur d'un train arrêté devant un signal carré peut le franchir après avoir reçu une autorisation écrite : il s'agit du Bulletin C (ou Cba en BAL ou BAPR) qui est délivré par le poste qui commande l'ouverture du signal. Le conducteur doit alors appliquer la règle de la marche à vue dans tout le canton qui suit ce signal.

## Situation d'urgence
Il peut arriver qu'une circulation rencontre un tel signal fermé présentant le carré sans pour autant avoir été précédé par un avertissement. Il s'agit dans la majeure partie des cas d'une fermeture d'urgence du signal de la part du poste le commandant.
À ce moment, le conducteur doit arrêter d'urgence son train et abaisser le pantographe. S'il franchit le signal carré de manière intempestive, il doit alors observer s'il engage ou non le point protégé par le signal, une aiguille par exemple.
Si c'est le cas, il doit déclencher des opérations d'urgence (émission d'une alerte radio, émission d'une alerte lumineuse, et se mettre en relation le plus rapidement possible avec le poste commandant le signal pour ordonner la protection de son train par fermeture des signaux pouvant mener une autre circulation sur son train).
Si l'assurance de la protection ne peut être confirmée par le poste, le conducteur doit s'équiper des agrès de protection et aller à pied à l'avant du premier train susceptible de se diriger vers lui.
Le carré évite ainsi les principaux risques ferroviaires : le nez à nez (collision frontale), la prise en écharpe (collision latérale sur aiguillage) et l'obstacle.

### Glossaire
- Glossaire ferroviaire